# John Gibson (Eishockeyspieler, 1993)
John Gibson (* 14. Juli 1993 in Pittsburgh, Pennsylvania) ist ein US-amerikanischer Eishockeytorwart, der seit Juni 2025 bei den Detroit Red Wings in der National Hockey League unter Vertrag steht. Zuvor verbrachte er über zehn Jahre bei den Anaheim Ducks, in deren Trikot er 2016 die William M. Jennings Trophy gewann.

## Karriere

### Jugend
John Gibson begann seine Karriere beim U16-Team der Pittsburgh Hornets, das in einer Midget-Liga spielte. Er besuchte die Pioneer High School in Ann Arbor. 2009 wurde er in das USA Hockey National Team Development Program aufgenommen, für das er bis 2011 in der United States Hockey League aktiv war. Im Vorfeld des NHL Entry Draft 2011 führte Gibson die Rangliste der nordamerikanischen Torhüter an und wurde schließlich an 39. Stelle von den Anaheim Ducks ausgewählt.
Während Gibson für das USA Hockey National Team Development Program in der USHL aktiv war, beabsichtigte er zunächst, ab 2011 für die University of Michigan in der Central Collegiate Hockey Association zu spielen. Im Sommer 2011 entschied er sich aber für ein Engagement bei den Kitchener Rangers aus der Ontario Hockey League.

### NHL
Ab April 2014 stand Gibson im NHL-Kader der Ducks, erlitt allerdings im Oktober 2014 eine Leistenverletzung und wurde danach an die Norfolk Admirals, das damalige Farmteam der Ducks in der American Hockey League, abgegeben, um Spielpraxis zu sammeln. Da sich gleichzeitig auch Jason LaBarbera verletzte, verpflichteten die Ducks Ilja Brysgalow als Ersatz für Stammtorhüter Frederik Andersen. Nach drei Shutouts und einen Gegentorschnitt von 1,62 in zehn Spielen wurde Gibson zum NHL-Rookie des Monats Dezember 2015 gewählt. Am Ende der Saison 2015/16 erhielt er gemeinsam mit seinem Teamkollegen Frederik Andersen die William M. Jennings Trophy als das Torhüter-Duo mit den wenigsten Gegentoren der Liga und wurde darüber hinaus ins NHL All-Rookie Team gewählt.
Im August 2018 unterzeichnete Gibson einen neuen Achtjahresvertrag, der ihn bis zum Saisonende 2026/27 an die Kalifornier binden sollte. Das durchschnittliche Jahresgehalt soll dabei 6,4 Millionen US-Dollar betragen.
Im Juni 2025 allerdings wurde Gibson an die Detroit Red Wings abgegeben, während Anaheim Petr Mrázek, ein Zweitrunden-Wahlrecht im NHL Entry Draft 2027 sowie ein Viertrunden-Wahlrecht im NHL Entry Draft 2026 erhielt. Demzufolge verließ der US-Amerikaner die Ducks nach über 10 Jahren, wobei er zu diesem Zeitpunkt mit 507 Einsätzen Rekordtorhüter des Franchise war. In dieser Hinsicht hatte er Jean-Sébastien Giguère (447) übertroffen, dessen 206 Siege er allerdings knapp verpasste (204).

### International

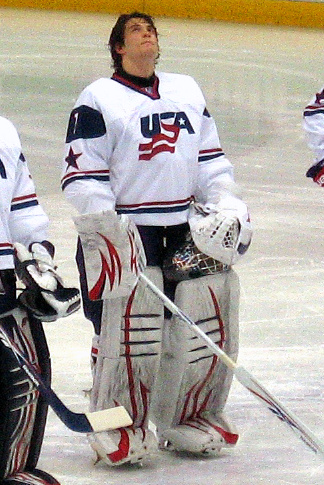
Gibson im Trikot der US-amerikanischen U18-Nationalmannschaft (2011)

Gibson vertrat sein Heimatland bei mehreren internationalen Turnieren und zwei Weltmeisterschaften. Bei der U18-Junioren-Weltmeisterschaft 2011 in Dresden und Crimmitschau gewann Gibson mit den USA die Goldmedaille und wurde als bester Torhüter des Turniers ausgezeichnet.
Bei der U20-Junioren-Weltmeisterschaft 2013 war Gibson Stammtorhüter der USA und gewann mit dieser die Goldmedaille. Persönlich erreichte er statistische Bestwerte mit einer Fangquote von 95,54 % und einem Gegentorschnitt von 1,36. Folgerichtig wurde er als bester Torhüter sowie als wertvollster Spieler (MVP) des Turniers ausgezeichnet und in das All-Star-Team berufen. Bei der Herren-Weltmeisterschaft im gleichen Spieljahr, die in Stockholm und Helsinki ausgetragen wurde, gehörte Gibson erstmals der Herren-Nationalmannschaft an und gewann mit dieser die Bronzemedaille.

## Erfolge und Auszeichnungen
| - 2011 Dave Peterson Goalie of the Year – Bester Torhüter im Amateurbereich von USA Hockey - 2013 OHL Second All-Star-Team - 2015 NHL-Rookie des Monats Dezember - 2016 Teilnahme am NHL All-Star Game | - 2016 William M. Jennings Trophy (gemeinsam mit Frederik Andersen) - 2016 NHL All-Rookie Team - 2019 Teilnahme am NHL All-Star Game - 2022 Teilnahme am NHL All-Star Game |

### International
| - 2010 Goldmedaille bei der World U-17 Hockey Challenge - 2011 Goldmedaille bei der U18-Junioren-Weltmeisterschaft - 2011 Bester Torhüter der U18-Junioren-Weltmeisterschaft - 2013 Goldmedaille bei der U20-Junioren-Weltmeisterschaft | - 2013 Wertvollster Spieler der U20-Junioren-Weltmeisterschaft - 2013 Bester Torhüter der U20-Junioren-Weltmeisterschaft - 2013 All-Star-Team der U20-Junioren-Weltmeisterschaft - 2013 Bronzemedaille bei der Weltmeisterschaft |

## Karrierestatistik
Stand: Ende der Saison 2024/25

### International
| Vertrat die USA bei: - World U-17 Hockey Challenge 2010 - U18-Junioren-Weltmeisterschaft 2011 - U20-Junioren-Weltmeisterschaft 2012 | - U20-Junioren-Weltmeisterschaft 2013 - Weltmeisterschaft 2013 | Vertrat Team Nordamerika bei: - World Cup of Hockey 2016 |

(Legende zur Torhüterstatistik: GP oder Sp = Spiele insgesamt; W oder S = Siege; L oder N = Niederlagen; T oder U oder OT = Unentschieden oder Overtime- bzw. Shootout-Niederlage; Min. = Minuten; SOG oder SaT = Schüsse aufs Tor; GA oder GT = Gegentore; SO = Shutouts; GAA oder GTS = Gegentorschnitt; Sv% oder SVS% = Fangquote; EN = Empty Net Goal; 1 Play-downs/Relegation; Kursiv: Statistik nicht vollständig)